# Hubert Jaoui
Hubert Jaoui (Tunisi, 30 giugno 1940) è uno scrittore francese.
Studioso del pensiero creativo, tra i pionieri della creatività applicata al management e ideatore del metodo PAPSA. È stato membro di facoltà della “Foundation for Creative Education" di Buffalo (USA).

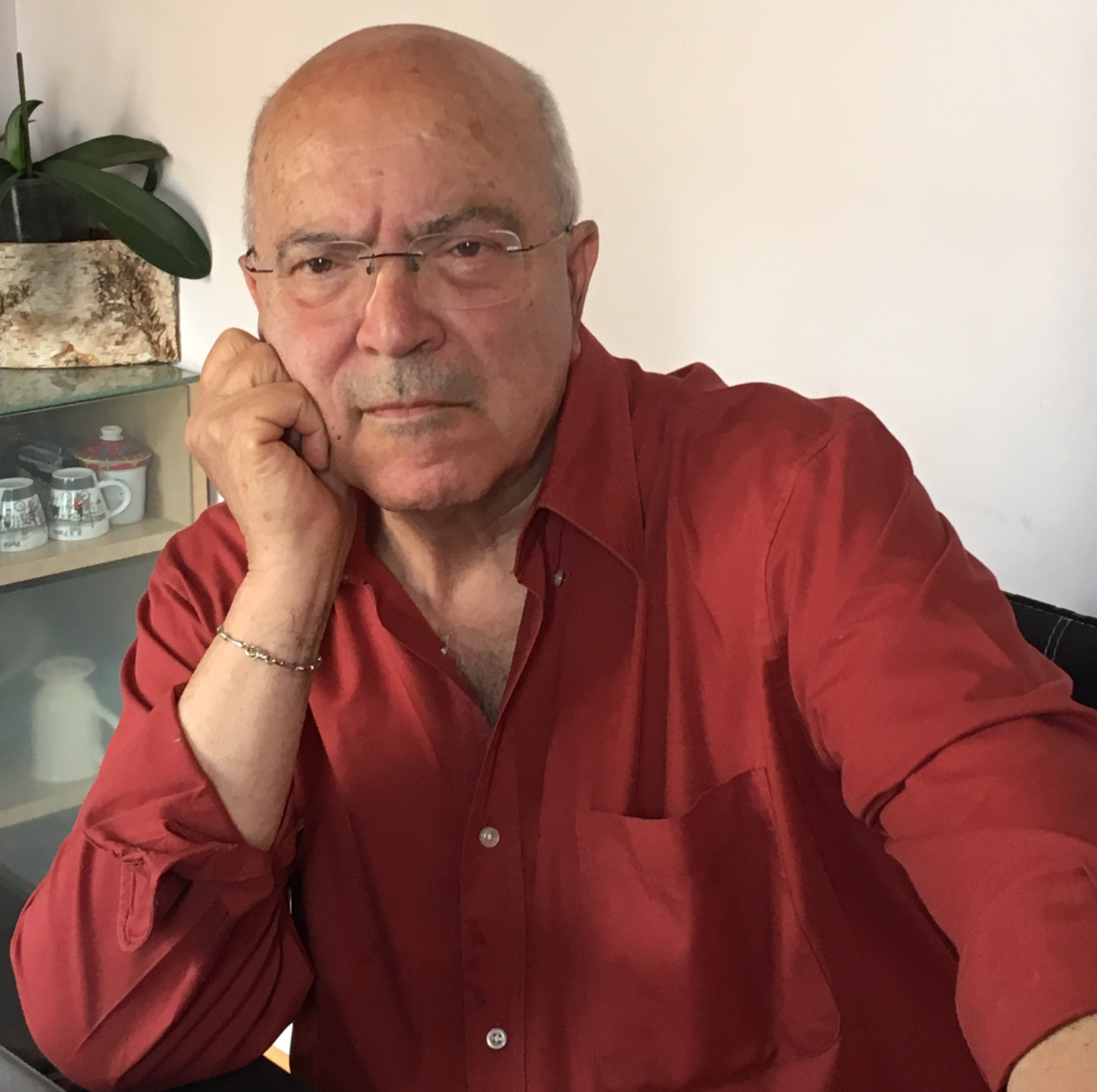
Hubert Jaoui, Roma 2018

## Biografia
Nato a Tunisi, da una famiglia ebraica di origini francesi. Dopo un'esperienza di un anno in un kibbutz in Israele, si trasferisce a Parigi dove intraprende studi in vari ambiti, tra cui la geologia e la filosofia, finché non sposa il movimento del pensiero creativo. Nel 1973 applica il metodo creativo al management e fonda l'istituto GIMCA a Parigi, operante ancora oggi in Europa. È tra i maggiori esponenti della creatività applicata al management. Studioso del pensiero creativo, ha inventato un metodo operativo detto PAPSA.
Ha pubblicato vari libri in francese, tradotti anche in altre lingue. In Italia è stato edito da FrancoAngeli, Rizzoli e altri editori. 
È il padre dell'attrice e regista Agnès Jaoui e del regista Laurent Jaoui.

## Pensiero Creativo: il filone europeo e metodo PAPSA
L'apporto di Hubert Jaoui agli studi sul pensiero creativo si inserisce nel solco tracciato dal pubblicitario Alex F. Osborn ideatore del brainstorming, dallo psicologo J. P. Guilford e dalla scuola americana di Buffalo. Dall'osservazione dei creatori naturali, secondo Jaoui, emergerebbero delle tappe inconsce nella produzione creativa non riconducibili alla sola intuizione e pensiero laterale. Sia il pensiero convergente che divergente si inserirebbero nel processo, entrambi gli emisferi e non solo dunque il destro comunemente associato alla creatività, collaborano alla produzione dell'idea finale.
Il metodo PAPSA sistematizza le tappe del processo creativo e vuole essere uno strumento applicabile in qualsiasi ambito, sia esso scientifico che artistico o di crescita personale. 
- Percezione
Impregnazione tramite tutti i canali percettivi. al fine di cogliere aspetti subliminali del problema o dell'idea nonché stimolare il pensiero laterale.
- Analisi
Esplorazione della sua struttura al fine di evidenziare i parametri di azione più efficaci.
- Produzione
Elaborazione senza censura di idee originali anche bizzarre o irrealistiche.
- Selezione
Scelta delle idee che meglio si adattano alla visione prospettica e all'obiettivo finale.
- Applicazione
Ricerca degli strumenti per realizzare l'idea o soluzione.

## Opere
Edizioni originali
- Vous êtes tous créatifs!, France Loisirs, 2006, 199 pagine. ISBN 978-2744192906
- (con Laura Buller) J'aime mon couple et je le soigne: Amour, sexe et créativité, InterEditions, 2004, 142 pagine. ISBN 978-2100069446
- Guide de la réussite et de l'épanouissement personnel, Hachette Livre, 2002, 350 pagine.
- La Créativité, Morisset, 1995, 63 pagine. ISBN 978-2909509327
- La Créativité mode d'emploi, ESF éditeur, 1990, 60 pagine. ISBN 978-2710110880 (2º ed. nel 1994)
- Créa. prat, Épi, 1979, 337 pagine. ISBN 978-2704501328
- Qu'est-ce que la créativité?, Dunod, 1972, Parigi.

Edizioni straniere
- " 66 Tecniche creative per formatori e animatori" 2014´ Franco Angeli
- Business e creatività. Con DVD, Macrovideo, 2011.
- Siamo tutti creativi! Liberare l'immaginazione e vivere meglio, BUR Rizzoli, 2011, traduzione di M. Angharad Agostini, 217 pagine. ISBN 9788817049986
- Jaoui e Isabella Dell'Aquila,L' avvocato dell'angelo. Razionalità e creatività: strumenti e tecniche per favorire l'efficacia tramite il piacere, FrancoAngeli, 2010, 192 pagine. ISBN 9788856815450
- L'estro creativo. Creo dunque sono, Hermes edizioni, 2009, traduzione di D. Donati, 149 pagine. ISBN 9788879383073
- Vivere a colori. Vademecum per la crescita creativa e il successo personale, FrancoAngeli, 2007, 208 pagine. ISBN 9788846484802
- Fiorire. Guida creativa per il successo e lo sviluppo personale, FrancoAngeli, 2003, 224 pagine. ISBN 9788846446053
- Guía Del éxito y Del Desarrollo Personal, GeoPlaneta Editorial, 2002, 316 pagine.
- La creatività. Istruzioni per l'uso, FrancoAngeli, 2000, 224 pagine. (quattro edizioni) ISBN 9788846424013
- Jaoui e Laura Bulleri, Sopravvivere alla coppia. Amore, sesso e creatività, FrancoAngeli, 1996, 192 pagine. ISBN 9788820488871 (due edizioni)
- Hubert Jaoui e Pons François-Marie, La comunicazione pratica al servizio delle imprese, FrancoAngeli, 1994, 256 pagine.
- Creativitā per tutti, FrancoAngeli, 1993, 185 pagine.
- L'estro creativo, Hermes Edizioni, 2009 ISBN 9788879383073
- L'Avvocato dell'Angelo, FrancoAngeli, 2009 ISBN 9788856815450
- Siamo Tutti Creativi, Edizioni Bur, 2011 ISBN 9788817049986
- 66 Tecniche creative per formatori e animatori, FrancoAngeli, 2013 ISBN 9788820421939 (due edizioni)